# Puyrolland
Puyrolland ist eine französische Gemeinde mit 184 Einwohnern (Stand: 1. Januar 2022) im Département Charente-Maritime in der Region Nouvelle-Aquitaine (vor 2016: Poitou-Charentes); sie gehört zum Arrondissement Saint-Jean-d’Angély und zum Kanton Saint-Jean-d’Angély. Die Einwohner werden Puyrollandais und Puyrollandaises genannt.

## Geographie
Puyrolland liegt etwa 45 Kilometer ostsüdöstlich von La Rochelle. Umgeben wird Puyrolland von den Nachbargemeinden Breuil-la-Réorte im Nordwesten und Norden, Bernay-Saint-Martin im Norden, Courant im Osten, Nachamps im Osten und Südosten, Saint-Loup im Süden, Annezay im Südwesten sowie La Devise im Westen.

## Bevölkerungsentwicklung
| Jahr                       | 1962 | 1968 | 1975 | 1982 | 1990 | 1999 | 2006 | 2019 |
| Einwohner                  | 307  | 245  | 246  | 198  | 209  | 193  | 206  | 201  |
| Quellen: Cassini und INSEE |      |      |      |      |      |      |      |      |

## Sehenswürdigkeiten
- Kirchenruine Saint-Pierre aus dem 12. Jahrhundert, ihr Westportal ist seit 1991 als Monument historique eingeschrieben
- Schlossruine Romefort aus dem 15. Jahrhundert

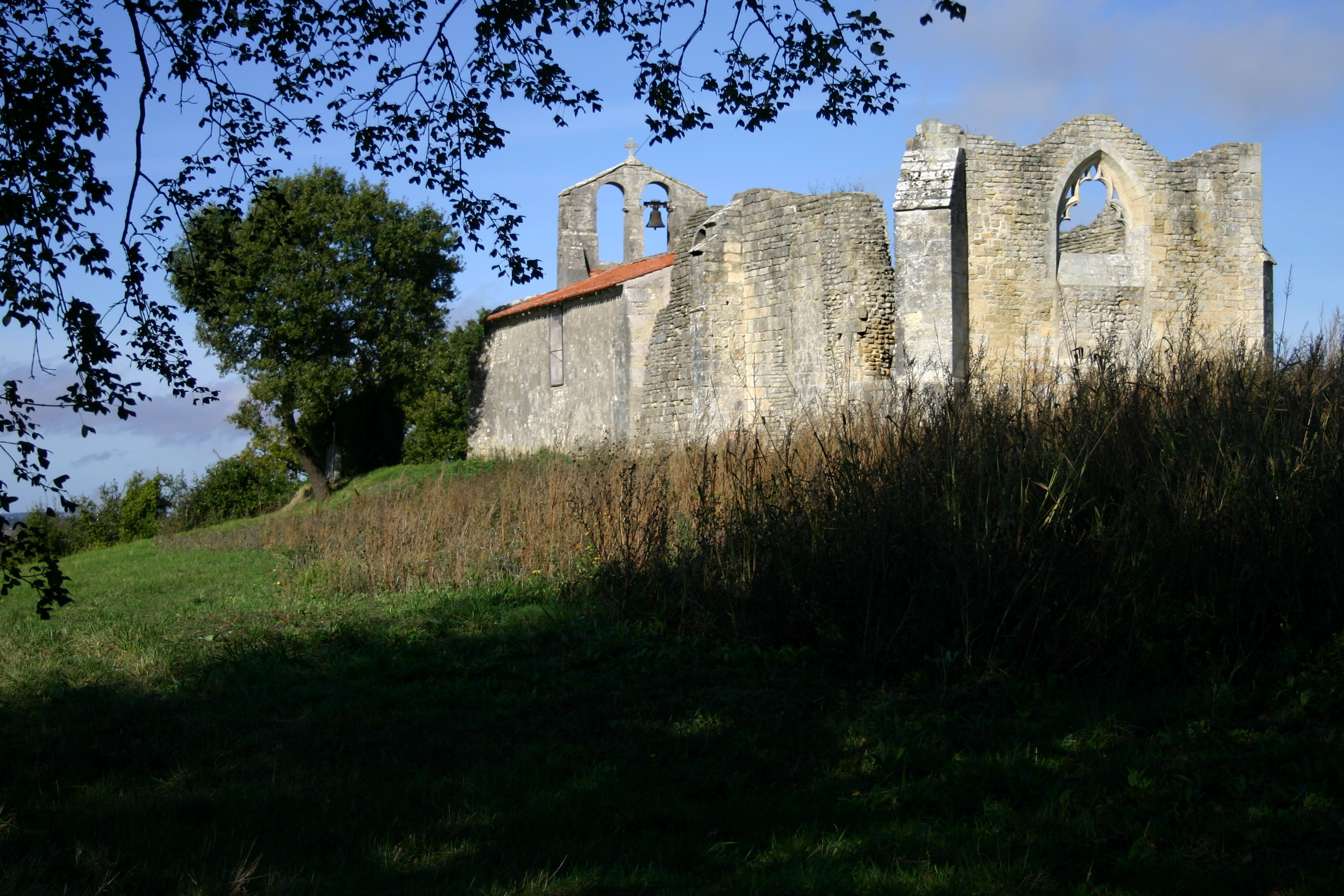
Kirchenruine Saint-Pierre
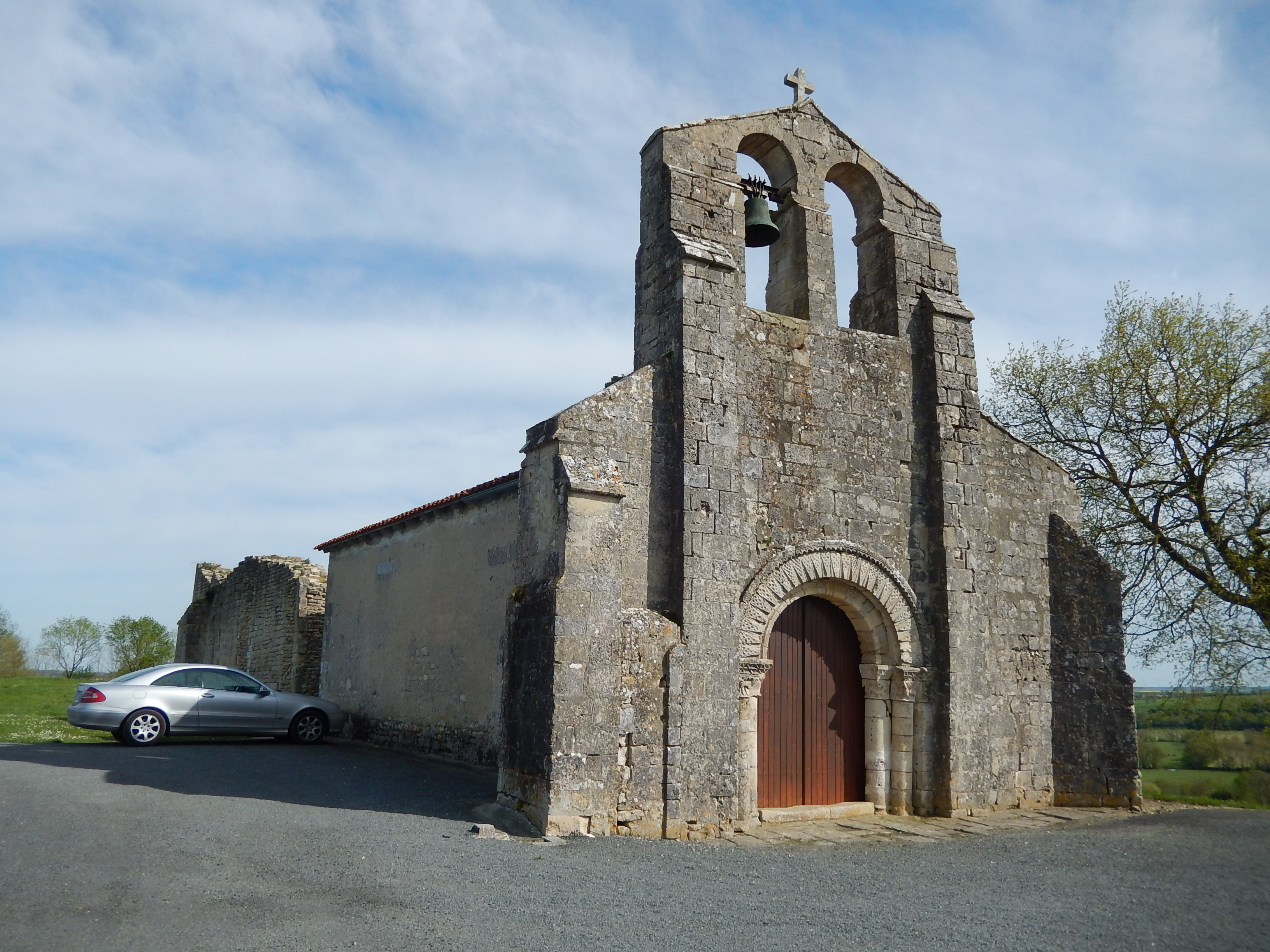
Westportal der Kirchenruine
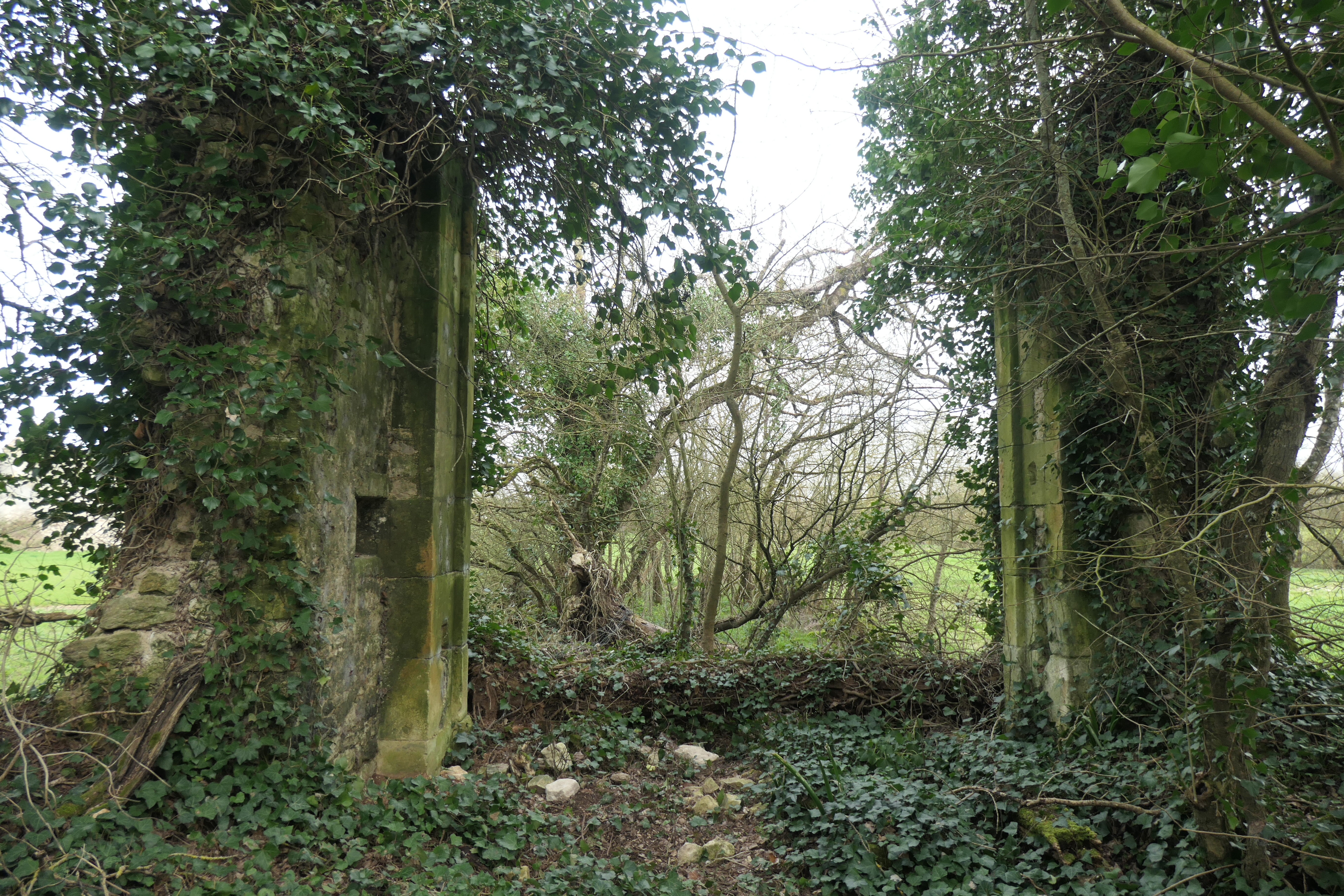
Eingang zur Schlossruine Romefort